# Stop (álbum)
Stop es el nombre del noveno álbum de estudio grabado por el cantautor ítalo-venezolano Franco De Vita. Fue lanzado al mercado bajo el sello discográfico Sony Discos el 4 de mayo de 2004. Él álbum fue producido una vez más por el artista, co-producido por Luis Romero. además cuenta con un total de 9 canciones de autoría. El primer sencillo oficial de este álbum es «¿Tú de que vas?». En este álbum Franco De Vita es el tema principal de la telenovela mexicana de la televisora TV Azteca La otra mitad del sol (2005) en el sencillo «¿Tú de que vas?», al igual que el segundo sencillo llamado «Si la ves» en colaboración del dúo musical Sin Bandera y el tercer sencillo oficial de este álbum es «Ay Dios» con la colaboración de Olga Tañón.

El álbum recibió un nominación para el Premio Grammy Latino al Mejor Álbum Vocal Pop Masculino en la 6°. edición de los Premios Grammy Latinos celebrada el jueves 3 de noviembre de 2005, pero perdió contra Todo el año de Obie Bermúdez.

## Información del álbum
Franco De Vita ha hecho una reputación para sí mismo en los últimos años por ser una fuerza creativa en la industria de la música latina, tanto por sus canciones de trabajo, por sus composiciones musicales para otros artistas y las canciones que él mismo realiza. En Stop + Algo Más el individualismo artístico de Franco De Vita brilla con más claridad que nunca. Su complejidad armónica, con innovadores arreglos instrumentales y el lirismo incisivo parece que invitan al oyente a acercarse más.
Destaca el tema emocional «¿Dónde está el amor?» y el tema rítmicamente variado «Ay Dios». Aunque un número de sus canciones renuncian completamente a las influencias musicales latinas, Stop + Algo Más ofrece algunos temas pop. Las interpretaciones vocales de Vita son sutiles y musicales, por lo general al servicio de las canciones. Con la inclusión de duetos con la cantante puertorriqueña Olga Tañón y el dúo Sin Bandera, algunos cortes en directo y un DVD con videos de compañía y actuaciones en directo, Stop + Algo Más va más allá.

## Lista de canciones
Todas las canciones escritas y compuestas por Franco De Vita. 
| Stop |                               |          |  |
| N.º  | Título                        | Duración |  |
| 1.   | «Ay Dios» (con Olga Tañón)    | 5:04     |  |
| 2.   | «Rosa o clavel»               | 3:51     |  |
| 3.   | «Si la ves» (con Sin Bandera) | 4:09     |  |
| 4.   | «No me lastimes»              | 4:28     |  |
| 5.   | «¿Tú de qué vas?»             | 4:01     |  |
| 6.   | «Vamos al grano»              | 3:22     |  |
| 7.   | «No sé lo que me das»         | 4:04     |  |
| 8.   | «¿Dónde está el amor?»        | 4:11     |  |
| 9.   | «Un extraño en mi bañera»     | 3:53     |  |

## Charts y certificaciones

### Semanales
| País           | Lista            | Mejor posición | Ref.  |
| 2004           | 2004             | 2004           | 2004  |
| -------------- | ---------------- | -------------- | ----- |
| Estados Unidos | Top Latin Albums | 7              | [ 2 ] |
| Estados Unidos | Latin Pop Albums | 2              | [ 2 ] |
| Estados Unidos | Top Heatseekers  | 19             | [ 2 ] |

### Certificaciones
| País          | Organismo certificador | Certificación    | Ventas certificadas | Ref.        |
| ------------- | ---------------------- | ---------------- | ------------------- | ----------- |
| México        | AMPROFON               | 2x Platino + oro | 250 000             | [ 3 ] [ 4 ] |
| Centroamérica |                        | Platino          | 20 000              | [ 5 ] [ 6 ] |